# Kalibusiswe Ilizwe leZimbabwe
Kalibusiswe Ilizwe leZimbabwe est l'hymne national du Zimbabwe. Il est officiel depuis mars 1994 à la suite d'un concours destiné à remplacer l'ancien hymne (Ishe Komborera Africa). Il a été écrit par le professeur Soloman Mutswairo et composé par Fred Changundega.

## Paroles

### Texte en anglais
Lift high the banner, the flag of Zimbabwe

The symbol of freedom proclaiming victory;

We praise our heroes' sacrifice, 

And vow to keep our land from foes;

And may the Almighty protect and bless our land.
Oh lovely Zimbabwe, so wondrously adorned

With mountains, and rivers cascading, flowing free;

May rain abound, and fertile fields;

May we be fed, our labour blessed;

And may the Almighty protect and bless our land.
Oh God, we beseech Thee to bless our native land;

The land of our fathers bestowed upon us all;

From Zambezi to Limpopo

May leaders be exemplary; 

And may the Almighty protect and bless our land.

### Texte en Shona
Simudzai mureza wedu weZimbabwe

Yakazvarwa nomoto wechimurenga;

Neropa zhinji ramagamba

Tiidzivirire kumhandu dzose;

Ngaikomborerwe nyika yeZimbabwe.
Tarisai Zimbabwe nyika yakashongedzwa

Namakomo, nehova, zvinoyevedza 

Mvura ngainaye, minda ipe mbesa 

Vashandi vatuswe, ruzhinji rugutswe;

Ngaikomborerwe nyika yeZimbabwe. 
Mwari ropafadzai nyika yeZimbabwe

Nyika yamadzitateguru edu tose; 

Kubva Zambezi kusvika Limpopo, 

Navatungamiri vave nenduramo; 

Ngaikomborerwe nyika yeZimbabwe.

### Texte en Ndebele
Phakamisan iflegi yethu yeZimbabwe

Eyazalwa yimpi yenkululeko;

Legaz' elinengi lamaqhawe ethu

Silivikele ezithan izonke; 

Kalibusisiwe ilizwe leZimbabwe.
Khangelan' iZimbabwe yon' ihlotshiwe

Ngezintaba lang' miful' ebukekayo, 

Izulu kaline, izilimo zande; 

Iz' sebenzi zenam', abantu basuthe;

Kalibusisiwe ilizwe leZimbabwe. 

Nkosi busis' ilizwe lethu leZimbabwe

Ilizwe labokhokho bethu thina sonke; 

Kusuk' eZambezi kusiy' eLimpopo 

Abakhokheli babe lobuqotho; 

Kalibusisiwe ilizwe leZimbabwe.